# 治山
治山（ちさん）とは、森林法に基づいてはげ山、荒廃地を復旧させるため、山地や海岸などの保安林内で行う保安施設整備事業の総称である。

## 概要
主に、植生を導入するための基礎となる山腹工事（山腹工）、生育状況が芳しくない森林の整備、崩壊斜面上の土留、崩壊斜面に面した渓流の縦横断浸食を防止する治山ダム（谷止工）などの構造物の設置を行う。こうした構造物は、長期的に森林の形成に寄与しつつ、下流への過剰な土砂流出を抑制するため防災施設としても位置づけられる。特に、集落に近接した危険な斜面は、山地災害危険地区として指定され、重点的な整備が行われる。
土砂の流出をコントロールする点で、砂防法を根拠にする砂防事業と類似するが、森林の造成等を目的とするため、計画の思想や構造物の設計手法が異なる。

## 実施箇所
荒廃が進んだ火山周辺、地すべり地帯、断層が集中している地域、変成岩が分布する地域など脆弱な地質条件を持ち、慢性的に斜面崩壊が発生しやすい山腹や渓流内で事業化される。個別の事業箇所は、急傾斜や気象条件が厳しい・事業箇所への交通が不便などの制約があり、1年ごとに緑化や植栽を行い、次年度工事の足がかりとなる谷止工や土留工を造るといった工事となるため、数年（民家の裏山規模）から百年（足尾銅山被害地など）といったスケールの工事となる。民有地（都道府県・市町村有林も含む）は、補助事業で都道府県が実施するが、国有地（国有林）や規模の大きい被災地などは、直轄事業として国が実施する。

### 近年着手した主な施行地
- 有珠山、雲仙普賢岳など火山周辺。
- 新潟県中越地震による崩壊地。
- 岩手・宮城内陸地震による崩壊地。
- 平成21年7月中国・九州北部豪雨による崩壊地。
- 平成24年7月九州北部豪雨による崩壊地。